# Newfane (hrabstwo Niagara)
Newfane – jednostka osadnicza w Stanach Zjednoczonych, w stanie Nowy Jork, w hrabstwie Niagara.